# Idaea mathetica
Idaea mathetica är en fjärilsart som beskrevs av Louis Beethoven Prout 1934. Idaea mathetica ingår i släktet Idaea och familjen mätare. Inga underarter finns listade i Catalogue of Life.